# J.League Cup

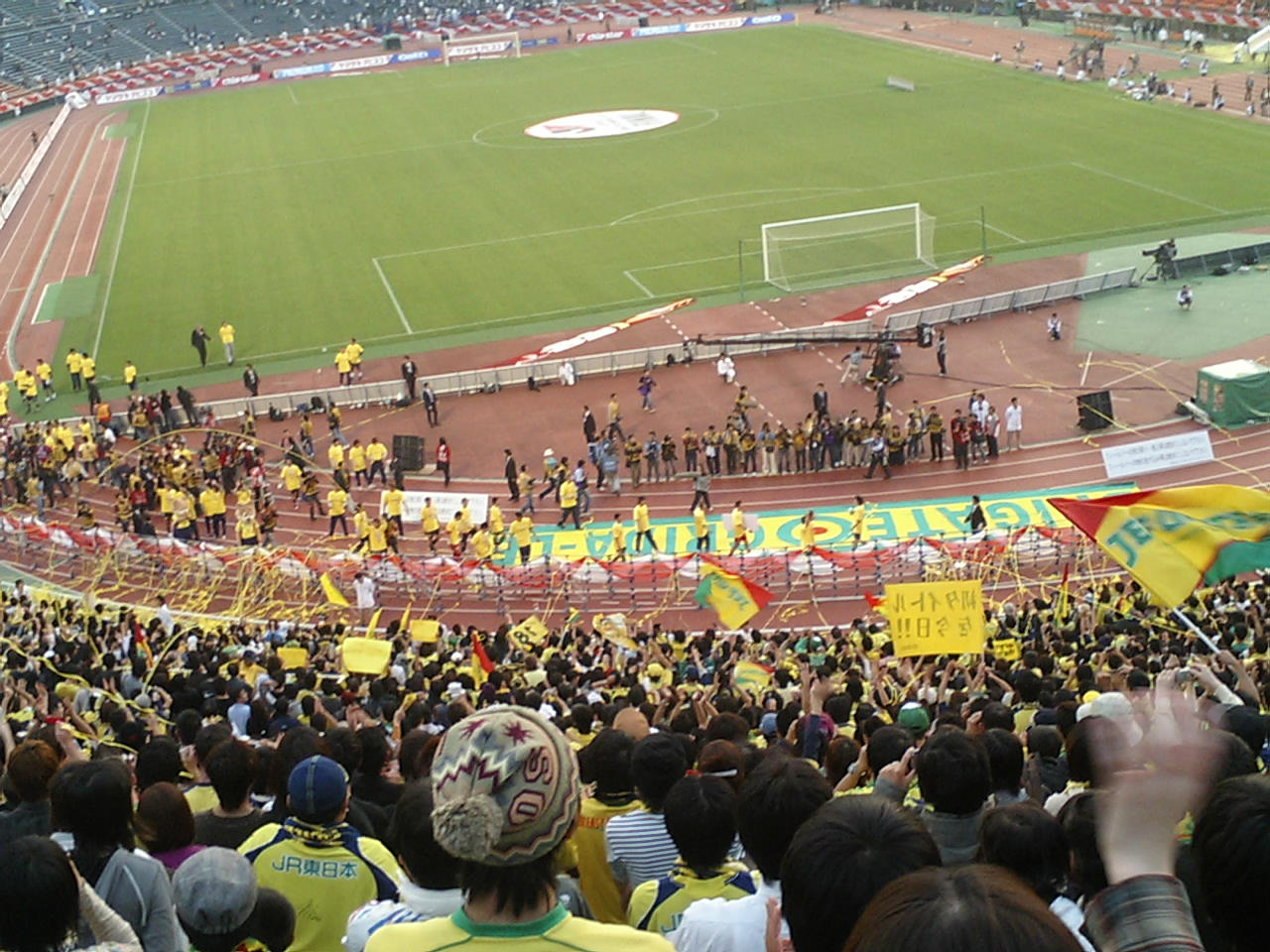
Finale van de J.League Cup in 2005

De J.League Cup (Jリーグカップ, J rīgukappu) is een Japanse voetbalbeker en de Japanse variant van de Engelse League Cup. Het wordt ook wel de Yamazaki Nabisco Cup (ヤマザキナビスコカップ, Yamazaki Nabisuko kappu) of Nabisco Cup (ナビスコカップ, Nabisuko kappu) genoemd naar de sponsor, bakgigant Nabisco. De cup werd voor het eerst in 1992 gespeeld.

## Opzet
De J.League Cup is over de jaren heen veel van opzet veranderd. Hieronder is, vanaf de inauguratie van de beker in 1992, per jaar de opzet weergegeven.
1992
- Aantal deelnemende teams: 10 (allen J-League)
- Groepsopzet: 2 groepen van 5 teams, elk team speelt een wedstrijd tegen de andere teams
- Knock-outfase: de eerste 4 teams van elke groep gaan door naar de kwartfinale, hier begint de knock-outfase met Golden Goal
- Opzet knock-outfase: enkele wedstrijd tot en met de finale
1993
- Aantal deelnemende teams: 13 (10 teams uit J-League, 3 uit Japan Football League)
- Groepsopzet: 2 groepen van 6 en 7 teams, elk team speelt een wedstrijd tegen de andere teams
- Knock-outfase: de eerste 2 teams van elke groep gaan door naar de halve finale, hier begint de knock-outfase met Golden Goal
- Opzet knock-outfase: enkele wedstrijd tot en met de finale
1994
- Aantal deelnemende teams: 14 (12 teams uit J-League, 2 uit Japan Football League)
- Groepsopzet: geen
- Knock-outfase: vanaf het begin met Golden Goal
- Opzet knock-outfase: enkele wedstrijd tot en met de finale
1995
- Aantal deelnemende teams: geen
1996
- Aantal deelnemende teams: 16 (16 teams uit J-League)
- Groepsopzet: 2 groepen van 8 teams, elk team speelt twee wedstrijd tegen de andere teams. Bij een gelijkspel wordt gekeken welke club over de twee gespeelde directe confrontaties wint. Dit levert 3 punten op. Bij geen beslissing krijgen beiden een punt.
- Knock-outfase: de eerste 2 teams van elke groep gaan door naar de halve finale, hier begint de knock-outfase met Golden Goal
- Opzet knock-outfase: enkele wedstrijd tot en met de finale
1997
- Aantal deelnemende teams: 20 (16 teams uit J-League, 4 uit Japan Football League)
- Groepsopzet: 5 groepen van 4 teams, elk team speelt een wedstrijd tegen de andere teams
- Knock-outfase: de winnaars van elke groep gaan door naar de kwartfinale samen met de 3 beste nummers 2, hier begint de knock-outfase met Golden Goal
- Opzet knock-outfase: heen- en terugwedstrijd tot en met de finale
1998
- Aantal deelnemende teams: 20 (16 teams uit J-League, 4 uit Japan Football League)
- Groepsopzet: 4 groepen van 5 teams, elk team speelt een wedstrijd tegen de andere teams
- Knock-outfase: de winnaars van elke groep gaan door naar de halve finale, hier begint de knock-outfase met Golden Goal
- Opzet knock-outfase: enkele wedstrijd tot en met de finale
1999
- Aantal deelnemende teams: 26 (alle teams uit J-League en J-League 2)
- Groepsopzet: geen
- Knock-outfase: vanaf het begin met Golden Goal
- Opzet knock-outfase: heen- en terugwedstrijd tot finale, dit is een enkele beslissingswedstrijd
2000
- Aantal deelnemende teams: 26 (alle teams uit J-League en J-League 2)
- Groepsopzet: geen
- Knock-outfase: vanaf het begin met Golden Goal
- Opzet knock-outfase: heen- en terugwedstrijd tot finale, dit is een enkele beslissingswedstrijd
2001
- Aantal deelnemende teams: 26 (alle teams uit J-League en J-League 2)
- Groepsopzet: geen
- Knock-outfase: vanaf het begin met Golden Goal
- Opzet knock-outfase: heen- en terugwedstrijd tot finale, dit is een enkele beslissingswedstrijd
2002
- Aantal deelnemende teams: 16 (alle teams uit J-League)
- Groepsopzet: 4 groepen van 4 teams, elk team speelt heen- en terugwedstrijden tegen de andere teams
- Knock-outfase: de winnaars van elke groep gaan door naar de halve finale, hier begint de knock-outfase met Golden Goal
- Opzet knock-outfase: enkele wedstrijd tot en met de finale
2003
- Aantal deelnemende teams: 16 (alle teams uit J-League), Shimizu S-Pulse en Kashima Antlers waren vrijgesteld van de groepsfase wegens hun deelname aan de AFC Champions League
- Groepsopzet: 2 groepen van 4 teams en 2 groepen van 3 teams, elk team speelt heen- en terugwedstrijden tegen de andere teams
- Knock-outfase: de winnaars van elke groep gaan door naar de kwartfinale met de 2 beste nummers 2 en Shimizu S-Pulse en Kashima Antlers, hier begint de knock-outfase met Golden Goal
- Opzet knock-outfase: heen- en terugwedstrijd tot finale, dit is een enkele beslissingswedstrijd
2004
- Aantal deelnemende teams: 16 (alle teams uit J-League)
- Groepsopzet: 4 groepen van 4 teams, elk team speelt heen- en terugwedstrijden tegen de andere teams
- Knock-outfase: de winnaars van elke groep gaan door naar de halve finale, hier begint de knock-outfase met Golden Goal
- Opzet knock-outfase: enkele wedstrijd tot en met de finale
2005
- Aantal deelnemende teams: 18 (alle teams uit J-League), Yokohama F. Marinos en Júbilo Iwata waren vrijgesteld van de groepsfase wegens hun deelname aan de AFC Champions League
- Groepsopzet: 4 groepen van 4 teams, elk team speelt heen- en terugwedstrijden tegen de andere teams
- Knock-outfase: de winnaars van elke groep gaan door naar de kwartfinale met de 2 beste nummers 2 en Yokohama F. Marinos en Júbilo Iwata, hier begint de knock-outfase, vanaf dit seizoen zonder Golden Goal
- Opzet knock-outfase: heen- en terugwedstrijd tot finale, dit is een enkele beslissingswedstrijd
2006
- Aantal deelnemende teams: 18 (alle teams uit J-League), Gamba Osaka was vrijgesteld van de groepsfase wegens deelname aan de AFC Champions League
- Groepsopzet: 3 groepen van 4 teams en 1 groep van 5 teams, elk team speelt heen- en terugwedstrijden tegen de andere teams
- Knock-outfase: de winnaars van elke groep gaan door naar de kwartfinale met de 3 beste nummers 2 en Gamba Osaka, hier begint de knock-outfase, vanaf dit seizoen gelden doelpunten gemaakt in uitwedstrijden dubbel, behalve in een verlenging
- Opzet knock-outfase: heen- en terugwedstrijd tot finale, dit is een enkele beslissingswedstrijd
2007
- Aantal deelnemende teams: 18 (alle teams uit J-League), Urawa Red Diamonds en Kawasaki Frontale waren vrijgesteld van de groepsfase wegens deelname aan de AFC Champions League
- Groepsopzet: 4 groepen van 4 teams, elk team speelt heen- en terugwedstrijden tegen de andere teams
- Knock-outfase: de winnaars van elke groep gaan door naar de kwartfinale met de 2 beste nummers 2 en Urawa Red Diamonds en Kawasaki Frontale
- Opzet knock-outfase: heen- en terugwedstrijd tot finale, dit is een enkele beslissingswedstrijd
2008
- Aantal deelnemende teams: 18 (alle teams uit J-League), Kashima Antlers en Gamba Osaka waren vrijgesteld van de groepsfase wegens deelname aan de AFC Champions League
- Groepsopzet: 4 groepen van 4 teams, elk team speelt heen- en terugwedstrijden tegen de andere teams
- Knock-outfase: de winnaars van elke groep gaan door naar de kwartfinale met de 2 beste nummers 2 en Kashima Antlers en Gamba Osaka
- Opzet knock-outfase: heen- en terugwedstrijd tot finale, dit is een enkele beslissingswedstrijd
- winnaar speelt tegen de winnaar van de Copa Sudamericana om de Suruga Bank Cup en plaatst zich voor het Pan-Pacific Championship

## Finales
| Jaar | Winnaar                   | Uitslag       | Finalist                   |
| ---- | ------------------------- | ------------- | -------------------------- |
| 1992 | Verdy Kawasaki            | 1-0           | Shimizu S-Pulse            |
| 1993 | Verdy Kawasaki            | 2-1           | Shimizu S-Pulse            |
| 1994 | Verdy Kawasaki            | 2-0           | Júbilo Iwata               |
| 1995 | Niet gespeeld             | Niet gespeeld | Niet gespeeld              |
| 1996 | Shimizu S-Pulse           | 4-4 ns (5-4)  | Verdy Kawasaki             |
| 1997 | Kashima Antlers           | 2-1, 5-1      | Júbilo Iwata               |
| 1998 | Júbilo Iwata              | 4-0           | JEF United Ichihara Chiba  |
| 1999 | Kashiwa Reysol            | 2-2 ns (5-4)  | Kashima Antlers            |
| 2000 | Kashima Antlers           | 2-0           | Kawasaki Frontale          |
| 2001 | Yokohama F. Marinos       | 0-0 ns (3-1)  | Júbilo Iwata               |
| 2002 | Kashima Antlers           | 1-0           | Urawa Red Diamonds         |
| 2003 | Urawa Red Diamonds        | 4-0           | Kashima Antlers            |
| 2004 | FC Tokyo                  | 0-0 ns (4-2)  | Urawa Red Diamonds         |
| 2005 | JEF United Ichihara Chiba | 0-0 ns (5-4)  | Gamba Osaka                |
| 2006 | JEF United Ichihara Chiba | 2-0           | Kashima Antlers            |
| 2007 | Gamba Osaka               | 1-0           | Kawasaki Frontale          |
| 2008 | Oita Trinita              | 2-0           | Shimizu S-Pulse            |
| 2009 | FC Tokyo                  | 2-0           | Kawasaki Frontale          |
| 2010 | Júbilo Iwata              | 5-3 nv        | Sanfrecce Hiroshima        |
| 2011 | Kashima Antlers           | 1-0 nv        | Urawa Red Diamonds         |
| 2012 | Kashima Antlers           | 2-1 nv        | Shimizu S-Pulse            |
| 2013 | Kashiwa Reysol            | 1-0           | Urawa Red Diamonds         |
| 2014 | Gamba Osaka               | 3-2           | Sanfrecce Hiroshima        |
| 2015 | Kashima Antlers           | 3-0           | Gamba Osaka                |
| 2016 | Urawa Red Diamonds        | 1-1 ns (5-4)  | Gamba Osaka                |
| 2017 | Cerezo Osaka              | 2-0           | Kawasaki Frontale          |
| 2018 | Shonan Bellmare           | 1-0           | Yokohama F. Marinos        |
| 2019 | Kawasaki Frontale         | 3-3 ns (5-4)  | Hokkaido Consadole Sapporo |
| 2020 | FC Tokyo                  | 2-1           | Kashiwa Reysol             |
| 2021 | Nagoya Grampus            | 2-0           | Cerezo Osaka               |
| 2022 | Sanfrecce Hiroshima       | 2-1           | Cerezo Osaka               |
| 2023 | Avispa Fukuoka            | 2-1           | Urawa Red Diamonds         |
| 2024 | Nagoya Grampus            | -3 ns (5-4)   | Albirex Niigata            |

J1 League · J2 League · J3 League · Japan Football League · Japanse Supercup · J-League Cup · Emperor's Cup · Suntory Championship